# Jaroslav Moták
Jaroslav Moták (17. dubna 1909, Holešov – 20. června 1984) byl český fotbalista, útočník, reprezentant Československa.

## Sportovní kariéra
V československé lize hrál za Viktorii Plzeň, SK Židenice a SK Slezská Ostrava. Nastoupil v 93 utkáních a dal 37 gólů. Za československou reprezentaci odehrál 6. září 1935 přátelské utkání s Jugoslávií, které skončilo remízou 0:0.

## Ligová bilance
| Ročník                    | Zápasy | Góly | Klub               |
| ------------------------- | ------ | ---- | ------------------ |
| 1. asociační liga 1931/32 | -      | 5    | Viktoria Plzeň     |
| 1. asociační liga 1933/34 | 17     | 13   | SK Židenice        |
| Státní liga 1934/35       | 21     | 5    | SK Židenice        |
| Státní liga 1935/36       | 15     | 3    | SK Židenice        |
| Státní liga 1937/38       | 21     | 9    | SK Slezská Ostrava |
| Státní liga 1938/39       | 6      | 2    | SK Slezská Ostrava |
| LIGA CELKEM               | 93     | 37   |                    |